# Comuna de Pałecznica
Pałecznica (polaco: Gmina Pałecznica) é uma gminy (comuna) na Polónia, na voivodia de Pequena Polónia e no condado de Proszowicki. A sede do condado é a cidade de Pałecznica.
Possui uma densidade 77,8 hab/km².

## Área
Estende-se por uma área de 47,95 km², incluindo:
- área agricola: 93%
- área florestal: 6%

## Demografia
Dados de 30 de Junho 2004:
|                      | Total   | Total | Mulheres | Mulheres | Homens  | Homens |
| -------------------- | ------- | ----- | -------- | -------- | ------- | ------ |
|                      | pessoas | %     | pessoas  | %        | pessoas | %      |
| População            | 3732    | 100   | 1854     | 49,7     | 1878    | 50,3   |
| Densidade (pop./km²) | 77,8    | 100   | 38,7     | 38,7     | 39,2    | 39,2   |

De acordo com dados de 2002, o rendimento médio per capita ascendia a 1314,81 zł.

## Subdivisões
- Bolów, Czuszów, Gruszów, Ibramowice, Lelowice-Kolonia, Łaszów, Nadzów, Niezwojowice, Pałecznica, Pamięcice, Pieczonogi, Solcza, Sudołek, Winiary.

## Comunas vizinhas
- Kazimierza Wielka, Proszowice, Racławice, Radziemice, Skalbmierz